# Південь штату Сеара (мезорегіон)
Південь штату Сеара (порт. Mesorregião do Sul Cearense) — адміністративно-статистичний мезорегіон в Бразилії, входить в штат Сеара. Населення становить 864 701 чоловік на 2006 рік. Займає площу 14 800,193 км². Густота населення — 58,4 чол./км².

## Склад мезорегіону
В мезорегіон входять наступні мікрорегіони:
1. Шапада-ду-Араріпі
2. Барру
3. Брежу-Санту
4. Каріріасу
5. Карірі

| Бразилія | Це незавершена стаття з географії Бразилії. Ви можете допомогти проєкту, виправивши або дописавши її. |